# Doctor Fate
Doctor Fate ist die Hauptfigur einer Reihe gleichnamiger Comicpublikationen, die der US-amerikanische Verlag DC Comics seit 1940 herausgibt.
Die Doctor-Fate-Comics haben die Abenteuer eines gleichnamigen Magiers zum Inhalt, dessen markantestes Kennzeichen ein metallener goldener Helm ist, der seinen ganzen Kopf außer den Augen verhüllt und aus dem er seine übermenschlichen Kräfte bezieht.
Die Comics um Doctor Fate stellen eine Mischung aus Abenteuer-Comic und magisch-mystischen Themen dar, die sich als Subgenre des US-amerikanischen Superhelden-Comics auffassen lässt.

## Standard-Version des Stoffes
In der Urversion der „Doctor Fate“-Geschichten – die trotz gelegentlicher Neuinterpretationen die bis heute prägendste geblieben ist – verbirgt sich hinter Doctor Fate ein geheimnisvoller Mann namens Kent Nelson, der aufgrund seiner Beherrschung von nur vage beschriebenen mystischen Künsten und ausgestattet mit zwei mächtigen Artefakten – dem Helm von Nabu und dem Amulett von Anubis – allerlei Abenteuer besteht.
Als Beschützer der Menschheit vor Bedrohungen übersinnlicher Art bereist Fate die verschiedensten Winkel der Welt sowie verschiedene legendäre und fiktive mythische und mystische Sphären, wie andere Dimensionen, das Jenseits und die Unterwelt, um Bedrohungen magischer oder sonst wie übersinnlicher Art zurückzuschlagen. Zu seinen Gegnern zählen die Magier Wotan, Ian Karkull, Nergal, Mr. Who, The Clock, The Octopus und Mad Dog sowie diverse verrückte Wissenschaftler, Mafiosi und sonstige Kriminelle.
Das visuelle Markenzeichen von Doctor Fate ist der Helm von Nabu, ein magischer Helm aus Gold, der die Hauptquelle seiner Kräfte ist. In den meisten Geschichten trägt Fate außerdem – den Konventionen des US-amerikanischen Superhelden-Genres entsprechend – eine Art Kostüm, das aus einer blauen Robe und einen ausladenden gelben Umhang besteht.
Nelsons Fähigkeiten als Magier werden in dieser Version auf ein Ereignis in seiner Kindheit zurückgeführt: 1920 begleitet der etwa zwölfjährige Kent Nelson seinen Vater – den amerikanischen Archäologen Sven Nelson – zu archäologischen Ausgrabungen im Tal von Ur in der mesopotamischen Wüste, bei denen sie das Grab des antiken Zauberers Nabu freilegen. Als Sven Nelson tödlich verunglückt, nimmt Nabu – der aufgrund seiner Magie als untoter Toter in seinem Grab noch am Leben ist – den verwaisten Kent unter seine Fittiche und unterweist ihn als seinen Schüler in seinen Künsten. In den folgenden Jahren reift Nelson zu einem Magier von großer Meisterschaft heran. Nabu übergibt ihm schließlich einen mächtigen Helm (den Helm von Nabu) und ein Amulett (Amulett von Anubis), die Nelsons magische Fähigkeiten massiv verstärken.
1940 kehrt Nelson schließlich in die Vereinigten Staaten zurück, wo er seinen Wohnsitz in einem unsichtbaren Turm in Salem, Massachusetts, bezieht. Angesichts der zahlreichen Bedrohungen, denen sich die Menschheit zu diesem Zeitpunkt gegenübersieht, nimmt Nelson zusammen mit seiner Lebensgefährtin Inza Cramer den Kampf gegen dieselben auf. Unterstützt wird er dabei außerdem von Nabu, dessen Geist dem Helm von Nabu innewohnt und der ihn mit seiner Weisheit beratend zur Seite steht.

### Spätere Versionen
Während des Zweiten Weltkriegs entwickelte die Doctor-Fate-Serie sich zeitweise zu einer reinen Superhelden-Serie, in der die bis dahin dominierenden Themen um Magie und Mystik aufgegeben wurden: Stattdessen wurde der Charakter Doctor Fate zu einem Arzt umgemodelt, der sich anstatt mit übersinnlichen Bedrohungen mit normalsterblichen Kriminellen herumschlagen musste.
Nachdem Kent Nelson von der frühen 1960er bis in die späten 1980er Jahre wieder Geschichten erlebte, die im selben Stil wie die Abenteuer seiner Frühzeit gehalten waren – sich also um Magier und Zauberei drehten – wurde in den frühen 1980er Jahren eine wichtige Neuerung eingeführt, indem man Inza Cramer zu einem Teil von Doctor Fate machte: Kent Nelson und Inza erlangten in einer Geschichte die Fähigkeit, sich auf magische Weise zur Person des Doctor Fate zu verbinden, der so auf das Wissen und die Erfahrungen beider Personen zurückgreifen konnte.
Ende der 1980er Jahre beschloss DC schließlich, Nelson als Doctor Fate komplett auszutauschen: Zu diesem Zweck ließ der Verlag Kent Nelson kurzerhand sterben, um ihn durch einen neuen Doctor Fate zu ersetzen: Bei diesem handelte es sich um den jungen Eric, der die Artefakte von Doctor Fate erbte. Wie Fate mit Inza konnte Strauss sich mit seiner Stiefmutter Linda Strauss bei Bedarf durch eine Art Verschmelzung zu einer einzigen Persönlichkeit zusammenschließen und in Doctor Fate verwandeln.
1990 ging die Doctor Fate Identität von den Strauss’ auf Inza Cramer über, die etwa ein Jahr lang eigene Abenteuer als neuer Doctor Fate erlebte, die philosophisch angehaucht waren und sich vor allem um ihre Versuche drehten, die Welt zu einem besseren Ort zu machen.
1994 wurde mit der Figur des Jared Stevens abermals ein neuer Doctor Fate eingeführt: Stevens, der sich kurz „Fate“ nannte, wurde in seiner eigenen Serie – die erst als Fate und dann als The Book of Fate firmierte – als Söldner vorgestellt, der sich den Helm und das Amulett von Doctor Fate angeeignet hatte, diese in einen Dolch und ein Armband umschmiedete, um diese als Waffen bei seinen Kämpfen gegen übernatürliche Bedrohungen zu verwenden.
1999 ließ man Jared Stevens im Zuge einer Neuauflage der Justice Society im Rahmen einer neuen Team-Serie sterben und übertrug die nun wiederhergestellten Artefakte von Doctor Fate auf einen neuen Charakter namens Hector Hall, der der Justice Society als neuer Doctor Fate beitrat. Außer in der gleichnamigen Justice Society Serie wurde dieser Charakter auch in den Mittelpunkt einer eigenen fünfteiligen Miniserie gestellt.
In der jüngsten Variante des Stoffes, einer 2007 veröffentlichten kurzlebigen Serie, übernimmt der Großneffe des verstorbenen Kent Nelson, Kent V. Nelson, die Identität des Doctor Fate.

## Veröffentlichungen unter dem Titel „Doctor Fate“
Die Figur des Doctor Fate wurde erstmals in einer Geschichte des Autors Gardner Fox vorgestellt, die im Mai 1940 in More Fun Comics #55 veröffentlicht wurde. Das optische Design für die Figur geht auf den Zeichner Howard Sherman zurück, der auch die Zeichnungen für die ersten Doctor Fate Geschichten übernahm. Eine Superhelden-typische origin-Story zu Fate wurde erstmals in More Fun Comics #67 vom Mai 1941 erzählt.
Während des Zweiten Weltkriegs erlebte Fate weitere Abenteuer in den More Fun Comics sowie – als Mitglied des Superhelden-Teams der Justice Society of America – in den All Star Comics. Sein vorerst letztes eigenes Abenteuer erlebte er in Mor Fun Comics #98 im Juli–August 1944 und in den JSA-Geschichten tauchte er zuletzt in All Star Comics #21 vom Sommer 1944 auf.
In den 1960er Jahren wurde Doctor Fate als Charakter wiederbelebt, um im Rahmen der alljährlich in der Serie Justice League of America erzählten Team-Up-Geschichten aufzutreten, in denen die Mitglieder des Superhelden-Teams Justice League of America (Superman, Batman etc.) gemeinsame Abenteuer mit ihren Vorgängern aus den 1940ern, der Justice Society of America, erlebten. Dabei wurde enthüllt, dass beide Teams auf Parallel-Welten (die JLA auf Erde 1 und die JSA auf Erde 2) lebten und sich durch Dimensionsportale gegenseitig besuchen könnten. Bis in die 1980er Jahre erschien jedes Jahr eine derartige gemeinsame JLA/JSA-Geschichte in der Justice League Serie.
Daneben erschienen in den 1970ern und 1980ern einige weitere Geschichten, in denen Doctor Fate zusammen mit anderen DC-Figuren Abenteuer besteht: In World's Finest Comics #208 vom Dezember 1971 und DC Comics Presents #23 vom Juli 1980 agierte Fate an der Seite von Superman, während er in The Brave and the Bold #156 vom November 1979 auf Batman trifft. In 1st Issue Special #9 vom Dezember 1975 (Autor: Martin Pasko, Zeichner: Walt Simonson) wurde schließlich erstmals seit mehr als dreißig Jahren wieder eine Geschichte präsentiert, die sich allein um Doctor Fate drehte.
Von Februar bis September 1982 wurden Doctor-Fate-Solo-Geschichten als Back-Up-Geschichten in den Ausgaben 305 bis 313 Serie The Flash veröffentlicht. Als Autoren wurden diese von Cary Bates (305), Martin Pasko (#306 bis 309) und Steve Gerber (# 310–313) verfasst.
1986 veröffentlichte DC die dreiteilige Mini-Serie The Immortal Doctor Fate, die aus Neuabdrucken von älterem Material bestand (der Back-p Geschichten aus Flash #305 bis 313; einer Geschichte aus More Fun Comics #56, DC Special Series #10 und 1st Issue Special #9).
In den späten 1980ern erschien zunächst eine Miniserie unter dem Titel Doctor Fate und anschließend eine fortlaufende Serie, die von Jean Marc DeMattheiss und Shawn McManus gestaltet wurde. Später übernahm William Messner-Loebs die Zügel als Autor.
In den 1990er Jahren folgten die Serien Fate und Book of Fate, die sich um den neuen Doctor Fate, den Söldner Jaredd Stevens drehten und von 1994 bis 1996 liefen.
2007 brachte DC eine Reihe von One-Shots auf den Markt, die davon handeln, wie der Helm von Doctor Fate sich nach Halls Tod einen neuen Träger sucht: Dabei gerät in jeder dieser separat für sich lesbaren Geschichten eine andere Figur des DC-Universums kurzzeitig in den Besitz des Helms, bevor dieser weiterwandert: Nacheinander erleben Detective Chimp, Ibis the Invincible, Sargon the Sorcerer, der Engel Zauriel und Black Alice Abenteuer als Träger von Fates Helm, ohne dass einer von ihnen seine Magie dauerhaft meistern könnte.
Im Anschluss an diese One-Shots wurde eine neue Doctor Fate Serie auf den Markt gebracht, deren erste Ausgabe im Februar 2007 erschien. Als Autor fungierte Steve Gerber, während als Zeichner Paul Gulacy gewonnen werden konnte. Die Serie wurde aufgrund des plötzlichen Todes von Gerber bereits nach der achten Ausgabe im September 2007 wieder eingestellt. Dabei wurde die siebte Ausgabe aufgrund von Gerbers Konzeptnotizen von Adam Beechen verfasst, während die achte Ausgabe eine Gemeinschaftsarbeit von Beechen, Gail Simone, Mark Waid und Mark Evanier darstellte, wobei jeder Autor ein alternatives Ende für dieselbe Ausgangshandlung präsentierte.

## Handlung

### Nebenfiguren
Die wichtigste Nebenfigur der Doctor Fate-Geschichten ist Fates Lebensgefährtin Inza Cramer (in frühen Geschichten auch Inza Sanders und Inza Carmer, bevor der Name Cramer sich in den 1960ern durchsetzte).

## Adaptionen in anderen Medien
Die Figur des Doctor Fate hatte bislang Auftritte in verschiedenen Fernsehserien, die auf den Charakteren des DC-Universums basieren. So wurde die Figur in diversen Folgen der Zeichentrickserie Superman (Folge „The Hand of Fate“, im Original synchronisiert von George Del Hoyo), Die Liga der Gerechten und in dem Zeichentrickfilm Justice League. The New Frontier verwendet. Des Weiteren wurde Fate in Folgen der Zeichentrickserien Batman: The Brave and the Bold (Folge „The Eye of Despero!“ und „The Fate of Equinox“; im Original synchronisiert von Greg Ellis) und Young Justice (Episode „Denial“; synchronisiert von Ed Asner) eingebaut.
Von einem realen Darsteller wurde Fate erstmals in der Serie Smallville porträtiert, in der 2010 Brent Stait in der Doppelfolge Absolute Justice auftrat.
Bisher wurden zudem sechs verschiedene Action-Figuren von Doctor Fate produziert, die alle auf der Kent Nelson Version des Stoffes basieren: Die ersten beiden erschienen 1985 im Rahmen der „Super Powers Collection“ des Spielzeugherstellers Kenner, der sie mit einem Mini-Comic verkaufte. 2000 veröffentlichte DC Direct eine Doctor Fate Figur als Teil der Reihe „Mystics, Mages and Magicicans“. 2009 erschienen zwei unterschiedliche Fate Figuren als Teil der „Series 8 – Giganta“-Reihe bei DC Universe Classics. Im Dezember 2009 wurde schließlich ein Zwei-Figuren-Set „Dr. Fate versus Wotan“ als Teil der „Batman The Brave and the Bold“-Figuren-Serie auf den Markt gebracht.
Im Jahr 2017 hatte die Figur des Doctor Fate einen Auftritt in Injustice 2. Dort sah er als allwissender Magier die Bedrohung der Erde durch den Außerirdischen Brainiac. Sein Helm machte ihn allerdings leicht verrückt und er wirkt zunächst unglaubwürdig.
Im Film Black Adam (2022) wurde Doctor Fate von Pierce Brosnan gespielt. Hierbei kommt ihm eine wichtige Rolle zuteil.